# دونكان ويلر
دونكان ويلر هو رسام توضيحي كندي، ولد في 1965 في شيربروك في كندا.

## وصلات خارجية
- الموقع الرسمي